# ANGPTL4
Ангиопоэтин-подобный белок 4 (англ. angiopoietin-related protein 4; ANGPTL4) — гликопротеин плазмы крови из семейства ангиопоэтин-подобных белков, продукт гена человека ANGPTL4.

## Функции
Экспрессия ангиопоэтин-подобного белка 4 эндотелиальными клетками индуцируется в условиях гипоксии. Может действовать как регулятор ангиогенеза и модулятор канцерогенеза. Ингибирует пролиферацию и миграцию эндотелиальных клеток и образовании трубочек, снижает проницаемость сосудов. Может действовать в защитных функциях эндотелиальных клеток посредством эндокринного действия. Играет роль в гомеостазе глюкозы, в липидном метаболизме и чувствительности к инсулину. В ответ на гипоксию незрелая форма белка накапливается в субэндотелиальном внеклеточном матриксе. Эта форма ANGPTL4 ограничивает образование стрессорных актиновых филаментов и фокальных контактов, что, в свою очередь, ингибирует адгезию эндотелиальных клеток. Белок также снижает подвижность эндотелиальных клеток.